# حي ظهرة البديعة (الرياض)
حي ظهرة بديعة حي في الرياض عاصمة المملكة العربية السعودية ويقع الحي في المنطقة الغربية وأسهل طريق للوصول إلى المنطقة أو الحي هو مخرج 28 من الدائري الغربي وهو طريق المدينة المنورة أو مخرج 26 شارع حمزة بن عبد المطلب، أو عن طريق الملك فهد والخروج من مخرج طريق المدينة المنورة والاتجاه غربا ويعتبر من أفضل الاحياء لارتفاعة عن بقية أحياء الرياض واقلها تلوثاً لبعده عن الطرق الاساسية والسريعة وكذلك قربه من وادي حنيفة والمزارع المنتشرة حوله.

## أبرز المناطق والمباني
1. وكالة الجميح للسيارات [ طريق المدينة المنورة شرق البديعة مول ]
2. السلام مول[ طريق الدائري الغربي]
3. صناعية ظهرة البديعة [ طريق المدينة المنورة ]
4. أسواق هايبر بنده [ طريق المندينة المنورة ]
5. قصر الملك عبد العزيز (ويعرف بقصر البديعة الأثري)
6. حلقات السمو ( بجوار مدرسة البراء بن عازب )
7. سوق الرياض الدولي.
8. جامع النمر
9. مكتب الدعوة وتوعية الجاليات بالبديعة (انتقل بجانب أسواق القرية الشعبية في حي العريجا )
10. حديقة ظهرة البديعة بجوار سوق الرياض الدولي.
11. البديعة مول (طريق المدينة المنورة).
12. أسواق اليمامة (شارع عائشة بنت أبي بكر ما - الأبراج-).
13. أسواق الراشد. (شارع عائشة بنت أبي بكر ما - الأبراج-).
14. طلعة البديعة.
15. قصر الأمير منصور بن سعود.
16. منزل الشيخ الدكتور سعد البريك
17. منزل محمد بن هويشل الهويشل
18. مسجد الأمير خالد بن سعود (خطيبه الشيخ الدكتور سعد البريك.
19. سوق الخضار (أول سوق خضار مكيف بالمملكة العربية السعودية).
20. جامع الحقباني (المخطط الأول)وخطيبه خالد الشايع
21. مسجد الثنيان (المخطط الأول) وإمامه عبدالله الحكمة آل حسين.
22. دار أم الخير النسائية لتحفيظ القرآن الكريم (المخطط السابع بجوار مسجد الشيخ سعد البريك).
23. الوحدة الصحية بظهرة البديعة (المخطط السابع بجوار دار أم الخير النسائية).
24. أسواق بلشرف (طريق المدينة المنورة).
25. أسواق العثيم (طريق المدينة المنورة).
26. بندة (شارع عائشة بنت أبي بكر ما - الأبراج-).
27. سوق الهرم (طريق المدينة المنورة)
28. واحة البديعة (أسفل طلعة البديعة نزول على اليمين)
29. مدرسة مؤته المتوسطة بجوار أسواق العثيم
30. مدارس الجيل الاهلية
31. مدارس رواد التربية
32. مدارس الامتياز الاهليه
33. شارع الجيل(معاويه بن أبي سفيان)
34. شارع طنجة
35. مكتبة العبيكان طريق المدينة المنورة
36. جامع عبد العزيز آل فريان الامام والخطيب [ ماجد الفريان ] يقع في مخرج 26 شارع حمزة بن عبد المطلب .
37. البديعة بلازا (طريق المدينة المنورة)
38. أسواق التميمي شارع حمزة بن عبد المطلب